# Angelika Neuner
Angelika Neuner (n. 23 decembrie 1969, Innsbruck, Austria) este o sportivă ce a reprezentat Austria, medaliată olimpică. A participat la 4 ediții ale Jocurilor Olimpice (1992, 1994, 1998, 2002) în care a câștigat o medalie de argint și o medalie de bronz.